# 捷克共和国香烟的公共财政平衡
在捷克卫生部提出对香烟代价超过财政收益的顾虑后，菲利普·莫里斯捷克分支委托理特咨询公司做出了捷克共和国香烟的公共财政平衡的报告。报告发现，由于吸烟者早逝而省下的费用和香烟税的收入超过了早逝带来的医保花销和税收降低 。研究通过成本效益分析得出结论：“基于最新的可靠数据与所有相关因素的考虑，1999年香烟对捷克共和国的公共财政平衡影响为正，约为+58.15亿CZK。”
2001年7月16日，这份报告泄密。泄密后引起政客、禁烟组织和监督组织对菲利普·莫里斯公司的强烈谴责。该公司起初为报告辩护，后来对报告结论做出道歉。尽管如此，报告提出的“死亡利益”仍然是令人们持续争论的话题。
这份报告之所以不同寻常，是因为在此之前，烟草公司曾经否认吸烟与早逝之间的联系，而这份报告却把早逝作为卖点。在此之前，菲利普·莫里斯就在欧洲其他国家作过类似的报告，而泄密之后该公司宣布取消在包括波兰、斯洛伐克、匈牙利和斯洛文尼亚的国家作出新报告的计划。CNN报道，一名理特咨询公司代表说，曾被该公司委托过在加拿大和荷兰的报告。

## 报告
报告宣称的目的是“确定烟草税和其他香烟的积极影响是否可以抵消吸烟者增加的公共财政开销。”

## 公关时间表
泄密之后，该公司起初为报告辩护。菲利普·莫里斯公司发言人雷米·卡尔弗特称“很不幸，这是研究关注的一方面”  ，补充道“我们理解这看起来有点冷酷（cold），但烟草是争议产品。” 菲利普·莫里斯公司公关总监罗比特·卡普兰宣称这份报告中声称的死亡利益“只是[其中]一点”，“不是我们强调的一点。”
公司随后对报告作出了道歉。卡普兰后来宣称“我们没有宣称香烟的社会代价对社会有益。” 菲利普·莫里斯副总裁斯蒂文·帕里什道歉道：“我们理解这不仅是极大的过失，而且是错的。只说它不恰当是轻描淡写。”一份内部备忘录中，首席执行官约翰·R·纳尔逊同意评批者，认为这份报告“展现出一种对人类基本价值麻木的、犬儒的不尊重”。2001年7月26日， 菲利普·莫里斯通过《华尔街日报》进行了道歉：
|                  | 对于我们的一家子公司委托这项研究（理特咨询公司做出吸烟者通过早逝为国家省钱的结论）不仅是极大的过失，而且是错误的。全世界的全体菲利普·莫里斯员工都对此结论感到抱歉。没有一个人会由于吸烟引起的真实、严重和重大的疾病而获益。我们理解人们表达的愤慨，我们对这次破例的不幸事故真诚致歉。我们将继续最大程度地努力，为我们的行业做出正确事情，犯错时承认错误，而且以后吸取教训。 |
| ——Strauss, p. 66 | |

这份报告的泄密，被视为菲利普·莫里斯在为提升公众形象而进行慈善捐款努力后的挫折。

## 回应
《今日青年先锋报》将此报告形容为“一等的犬儒主义和残酷”，并将其与纳粹确定集中营里生命价值的做法做比较，又补充道“如此提议：帮我们赚钱，在你们公民死亡的基础上。”
《萨拉索塔先驱论坛报》 将这份报告描述为“菲利普·莫里斯医保计划”，并将其与乔纳森·斯威夫特的《一個小小的建議》相比较。
泄密之后，禁烟组织在知名报章上放置了广告，比如在《纽约时报》做了一个广告，其中尸体上放置一个标签，写着“1,227美元，这就是菲利普·莫里斯赞助研究上所说的，一个捷克吸烟者死后省下的医保费、养老金和房屋费用。”
政客
- 捷克总理米洛什·泽曼曾经提到过“死亡利益”，他说：“通过吸烟，我向国家财政预算的平衡贡献了力量。通过购买香烟，我支援了国家税收；我将由于肺癌死亡，这样国家就不必向我支付养老金了。” [3]他还说过：“作为一名吸烟者，我为国家财政预算做出了贡献。因为在捷克共和国，我们用购买烟草交税。而且吸烟者死得早，国家不必给他们养老了。”[12][13]
- 2001年7月17日，黛安·范士丹议员称此报告“可怕”，并且向首席执行官杰弗里·拜布尔写了抗议信，认为“菲利普·莫里斯通过把人命计算到成本效益分析中”“再次将生意置于是非之外”[14]。

- Libor Rouček（英语：Libor Rouček）认为“菲利普·莫里斯胆敢在本国做此项研究难以置信”，“如此思考、写下人命，在道德上难以接受”。[11]

监督组织
- INFACT（英语：Corporate Accountability International）声明“即使吸烟者早逝确实可以为经济省钱，依此制定政策的逻辑真是可怕。”[15]

- 儿童免于烟草活动组织质疑是否“一个有责任、改过自新的烟草公司会告诉外国政府，死亡的吸烟者对他们的预算是个好事？”[6]

- 烟草产品责任计划声明：“政府的角色通常是去保障公民的健康、安全和福利，因此政府或国家可以通过公民死亡而获利的概念会让任何良心完整的人十分不快。”[16]

## 延伸阅读
- (PDF). Campaign for Tobacco-Free Kids. October 28, 2002  [2013-07-12]. （原始内容 (PDF)存档于2011-07-25）.
- (PDF). Action on Smoking and Health. July 21, 2001. （原始内容 (PDF)存档于2011年9月28日）.
- Grytting, Wayne. . AlterNet（英语：AlterNet）. August 7, 2001  [13 August 2011]. （原始内容存档于2001年8月28日）.
- Wineke, William. . Wisconsin State Journal. August 4, 2001: C1.
- . Choice. Jan/Feb2002: 6. ISSN 0009-496X.
- Bates, C. . BMJ. 2001, 323 (7319): 1003–1003. ISSN 0959-8138. doi:10.1136/bmj.323.7319.1003.
- Sovinová, H; Hana Sovinová, Ladislav Csémy, Bohumír Procházka, Stanislava Kottnauerová.  (PDF). Cent Eur J Public Health (Prague, Czech Republic: National Institute of Public Health,). 2007, 15 (2): 79–83  [2013-07-12]. PMID 17645223. （原始内容存档 (PDF)于2012-12-02）.